# Santiago (Calvos de Randín)
Santiago es una localidad de la parroquia de Rubiás de los Mixtos, municipio de Calvos de Randín, Provincia de Orense, España.
En 2019 tenía una población de 43 personas (23 hombres y 20 mujeres).
Hasta 1868 formó parte, junto con Meaus y Rubiás, del estado llamado Coto Mixto y fue su capital.